# گل‌سان

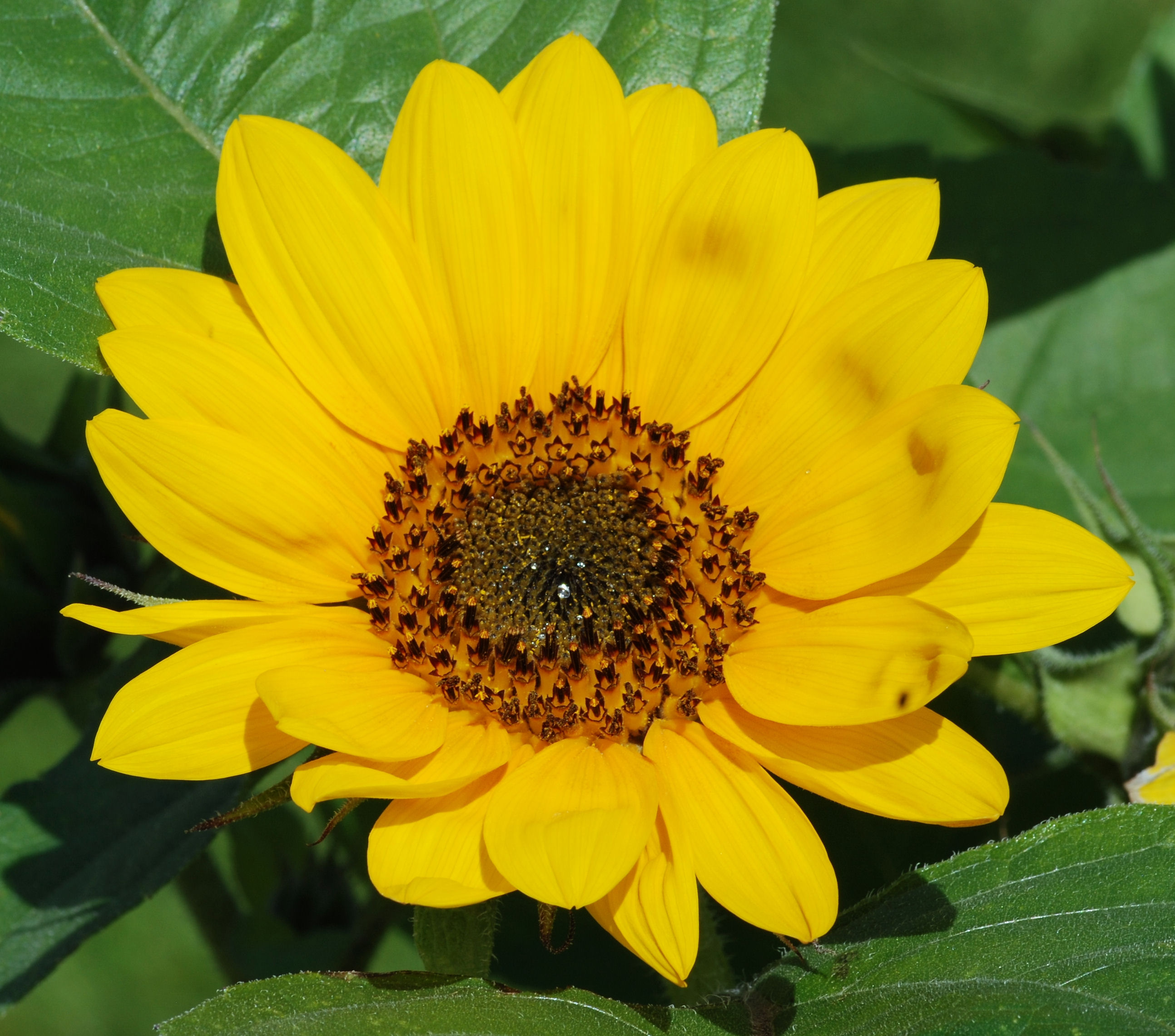
آنچه به نظر می‌رسد «گلبرگ» یک گل است، در واقع هر یک از گل‌های پرتوی کامل هستند و در مرکز یک بسته متراکم از گل‌های دیسکی کوچک قرار دارند. از آنجایی که این مجموعه ظاهر کلی تنها یک گل دارد، به مجموعه گل‌های سر این گل آفتابگردان ، گل‌سان یا کامپوزیت می‌گویند.

گل‌سان یا گل دروغین (به لاتین: Pseudanthium (false flower)) گل‌آذینی است که شبیه گل است. گاهی این واژه برای ساختارهای دیگر که نه گل واقعی هستند و نه گل‌آذین واقعی به کار می‌رود. نمونه‌هایی از گل‌سان عبارتند از: سرِ (طبقِ) گل، گل‌های مرکب، یا کاپیتولا که انواع خاصی از گل‌آذین‌ها هستند که در آنها هر چیزی از یک خوشه کوچک تا صدها یا گاهی هزاران گل در کنار هم قرار می‌گیرند و یک ساختار گل‌مانند را تشکیل می‌دهند. گل‌سان شکل‌های گوناگونی دارد. گل‌های واقعی (گلچه‌ها) عموماً کوچک هستند و اغلب به شدت کاهش می‌یابند، اما خود گل‌سان گاهی می‌تواند بسیار بزرگ باشد (مانند سر گل در برخی از گونه‌های آفتابگردان).

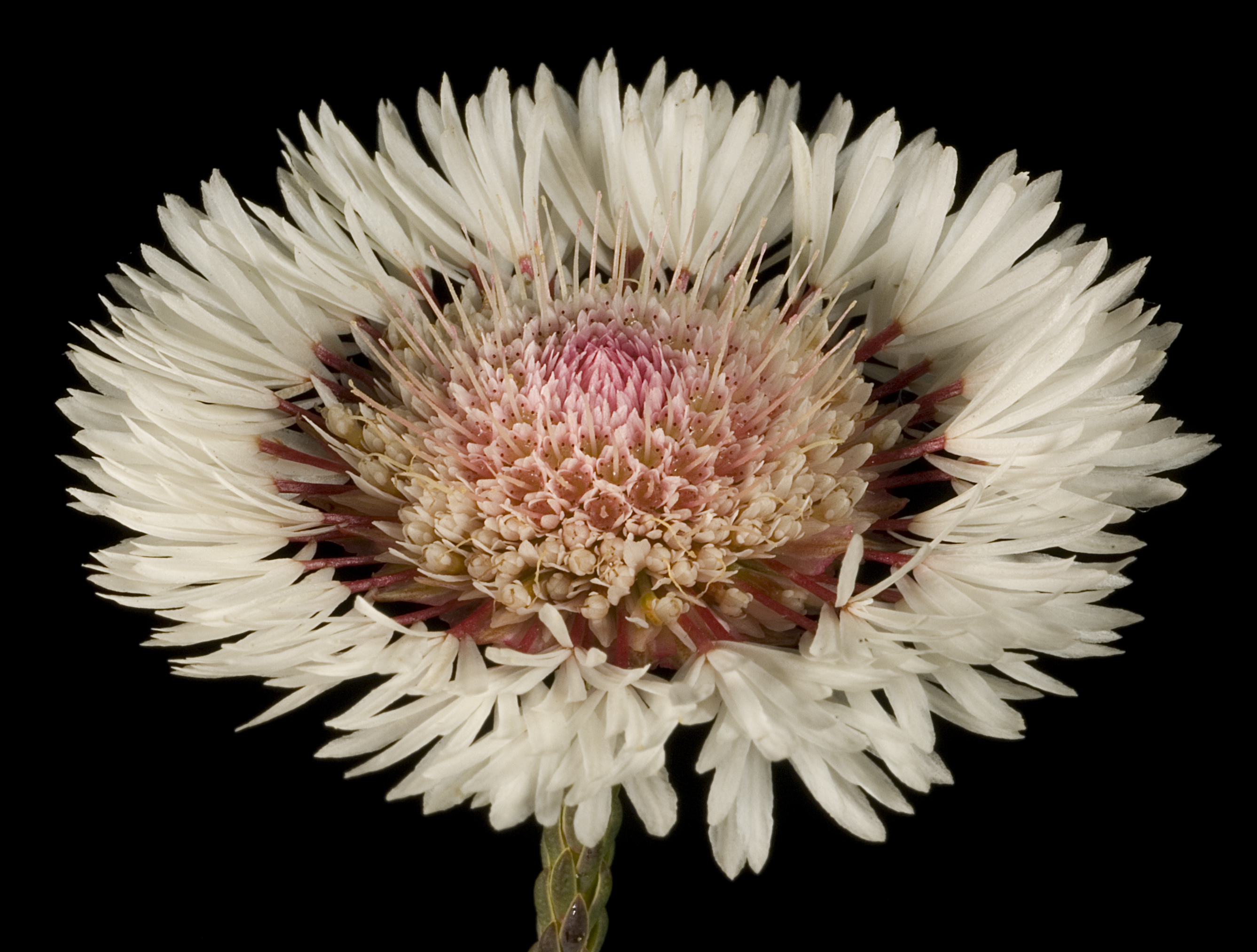
گل‌سان در Actinodium Cunninghamii

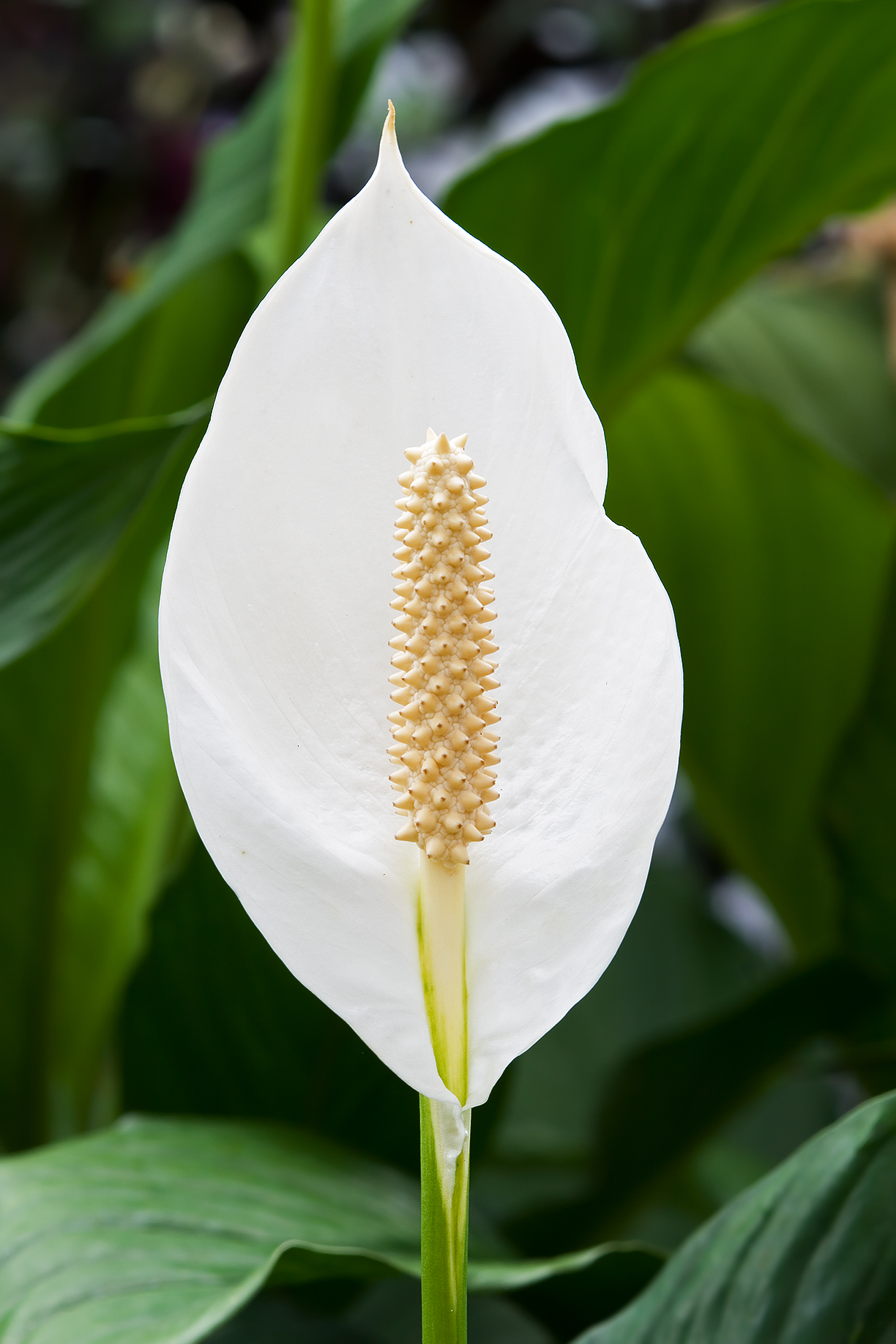
گل‌سان در سوسن آرامش (Spathiphyllum cochlearispathum)

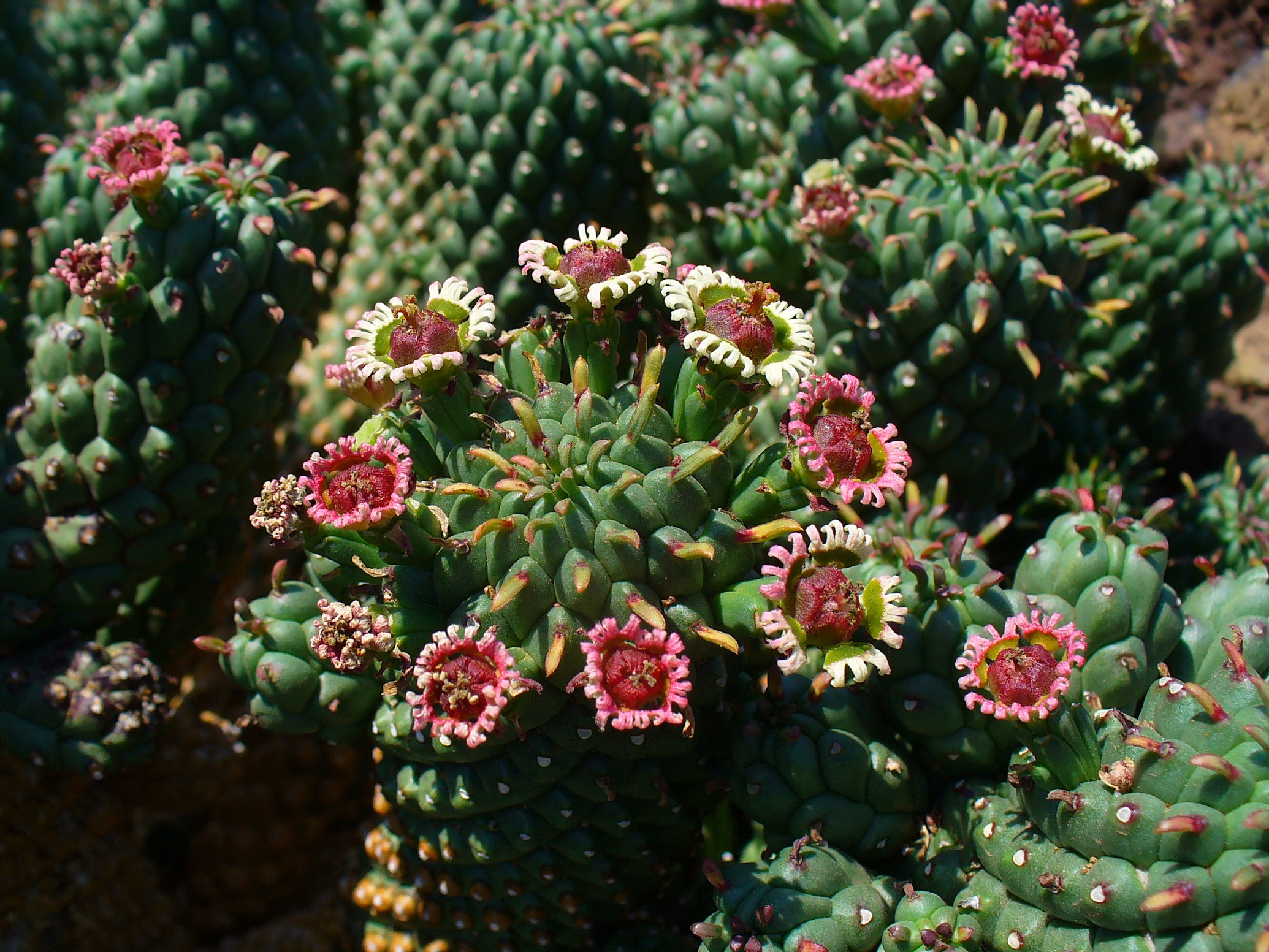
Euphorbia caput-medusae 01

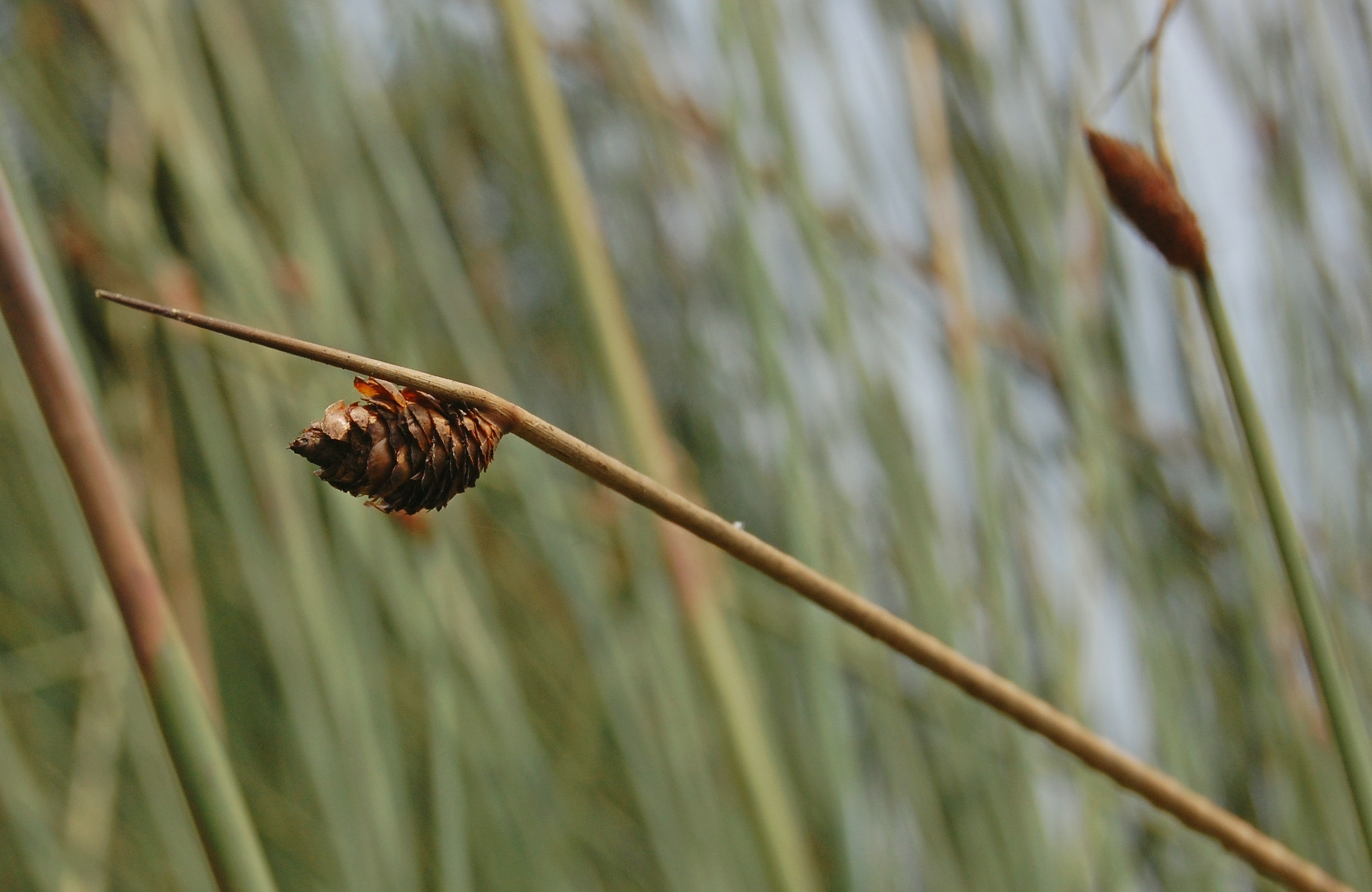
گل‌سان فشرده Lepironia articulata